# EADIC
La Escuela Abierta de Desarrollo en Ingeniería y Construcción (EADIC) es una institución educativa privada fundada en 2010 en Madrid, España. Su actividad se centra en la formación de profesionales en los ámbitos de la ingeniería, la arquitectura y la construcción, ofreciendo programas de posgrado y cursos de especialización en modalidad online.

## Historia
EADIC fue fundada en el año 2010 por Ricardo Carramiñana Alonso, con la idea de formar profesionales competitivos en los sectores de ingeniería, arquitectura y construcción. En 2013, EADIC firmó alianzas con colegios profesionales para generar networking con profesionales del sector en Latinoamérica e inició su expansión internacional con la apertura de sedes en Colombia y Perú. En 2014, se creó EADIC E-Learning Factory, para brindar soluciones de e-learning a empresas.[cita requerida]
Durante 2014 se firmó además un convenio de doble titulación en varios programas de máster de EADIC con la Universidad a Distancia de Madrid (UDIMA) y en ese mismo año, junto a sus partners, la Escuela puso en marcha el programa de Becas FIEE. En 2016, inauguró el primer Máster Online en BIM y consolidó una alianza estratégica con la Universidad Rey Juan Carlos. En 2017 se instauró como Autodesk Training Center en Perú y en 2018 logró este mismo hito en España, así como la firma de otro convenio de doble titulación en diversos programas de máster con la Universidad Católica de Murcia (UCAM).[cita requerida]

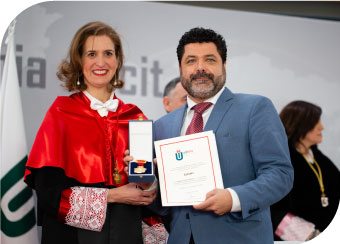
Ricardo Carramiñana (Fundador y Director de EADIC) recibe Medalla de Honor de parte de UDIMA por su compromiso con al educación.

En 2019, EADIC se instauró como Autodesk Training Center en Colombia, se estableció como Partner de Entrenamiento de Certjoin y como Centro REP (Proveedor Registrado) del Project Management Institute (PMI). En 2020 fue reconocida con la medalla de honor de la UDIMA y firmó un convenio marco con universidades europeas para titulación oficial (eCampus y Uni Pegaso). En 2021 firmó un acuerdo de colaboración con TÜV Rheinland®, para certificación de Competencias Profesionales, CanBIM le otorgó la certificación Applied Learning – Practicum a sus programas BIM y se convirtió en partner de Entrenamiento Acreditado por CertiProf (ATP). Asimismo, en 2021 EADIC se certificó bajo las normas ISO 9001 e ISO 14001.[cita requerida]
Gracias al rápido crecimiento y la ampliación de su presencia en España y Latinoamérica, EADIC ha conseguido ser un referente del sector y alcanzar segmentos relacionados con la consultoría especializada en ámbitos como BIM y el desarrollo de soluciones E-learning. EADIC cuenta con alumnos y clientes de diferentes países de Iberoamérica, como Argentina, Brasil, Bolivia, Colombia, Chile, Costa Rica, México, Ecuador, España, Perú, Venezuela, entre otros. Además, la Escuela colabora en el desarrollo de acciones formativas y de capacitación para las plantillas de trabajadores de las empresas más potentes como Ferrovial, FCC y Sacyr. Entre sus principales clientes de América Latina se encuentran Graña y Montero y Abengoa Perú e incluso, ya ha comenzado a formar a Ingenieros de la Autoridad Autónoma del Tren Eléctrico de Perú.

## Oferta académica
EADIC ofrece una formación de postgrado que abarcan másteres, diplomados y cursos técnicos especializados en diferentes áreas de conocimiento. Como escuela ofrece los siguientes programas formativos:

#### Másteres
Arquitectura y urbanismo
- Máster en Infraestructuras Urbanas Inteligentes y Urbanismo Sostenible: Smart Cities
- Máster en Arquitectura Avanzada y Urbanismos Ambientalmente Sostenibles

BIM
- Máster BIM en Diseño y Construcción de Vías, Carreteras y Autopistas
- Máster en Diseño de Interiores y Gestión BIM de Proyectos de Arquitectura e Interiorismo
- Máster Internacional en BIM Management
- Máster Internacional en BIM Management en Infraestructuras e Ingeniería Civil

Energía, petróleo y minas
- Máster en Minería: Operaciones Mineras, Planificación y Gestión de Minas
- Máster en Energías Renovables y Eficiencia Energética
- Máster en Petróleo y Gas: Prospección, Transformación y Gestión

Estructuras, materiales y geotecnia
- Máster en Diseño, Cálculo y Reparación de Estructuras de Edificación
- Máster en Ingeniería de Materiales de Construcción
- Máster en Geotecnia y Cimentaciones
- Máster en Patología, Rehabilitación de Estructuras, Eficiencia y Ahorro Energético en Edificación
- Máster en Cálculo de Estructuras de Obra Civil

Gestión y financiación de empresas y proyectos
- Máster en Financiación y Gestión de Infraestructuras
- Máster en Gestión Integrada de la Calidad, la Seguridad y el Medioambiente
- Máster MBA en Gestión de Empresas Agropecuarias y Dirección de Agronegocios
- Máster MBA en Dirección de Empresas y Gerencia de Proyectos de Ingeniería y Construcción
- Máster Internacional en Seguridad y Salud en el Trabajo y Prevención de Riesgos
- Máster MBA en Minería, Dirección y Gestión de Empresas Mineras
- Máster Internacional en Project Management (Formación Permanente)
- Máster en Logística y Transporte

Infraestructuras Civiles y de Transporte
- Máster Internacional en Tráfico, Transportes y Seguridad Vial
- Máster en Infraestructuras Ferroviarias
- Máster en Construcción, Mantenimiento y Explotación de Metros, Tranvías y Ferrocarriles Urbanos
- Máster en Diseño, Construcción y Explotación de Puertos, Costas y Obras Marítimas Especiales
- Máster en Diseño, Construcción y Mantenimiento de Carreteras
- Máster en Planificación, Construcción y Explotación de Infraestructuras Ambientalmente Sostenibles
- Máster en Aeropuertos: Diseño, Construcción y Mantenimiento

Ingeniería, aplicaciones e instalaciones industriales
- Máster en Diseño y Construcción de Instalaciones y Plantas Industriales
- Máster en Ingeniería Eléctrica Aplicada
- Máster en Electrónica Industrial, Automatización y Control
- Máster en Gerencia e Ingeniería del Mantenimiento Industria

Obras Hidráulicas e Ingeniería del Agua y Ambiental
- Máster en Diseño, Construcción y Explotación de Obras Hidráulicas
- Máster en Ingeniería del Agua: Tratamiento, Depuración y Gestión de Residuos
- Máster Internacional en Ingeniería y Gestión Ambiental

Transformación Digital
- Máster en Seguridad de la Información y Continuidad de Negocio (Ciberseguridad)
- Máster en Marketing Digital
- Máster en Big Data y Business Intelligence

#### Diplomados
EADIC posee una oferta de más de 50 diplomados o cursos técnicos, categorizados en 9 áreas de formación relacionadas con los sectores de arquitectura, ingeniería y construcción, cuya duración aproximada de 300 horas académicas.

## Sedes
EADIC cuenta con una sede principal en Madrid y 3 en Hispanoamérica: en Lima, Bogotá y Ciudad de México.

## Comunidad
EADIC cuenta con una plantilla de más de 700 docentes de diferentes nacionalidades, profesionales destacados en el sector, los cuales no solo imparten docencia si no, que trabajan activamente en diferentes proyectos de sus áreas de especialidad.[cita requerida]
Mientras que la escuela ha formado más de 75,500 alumnos en sus programas formativos, procedentes de 42 países. Muchos de ellos ocupan cargos de alto rango, dirigiendo importantes proyectos, impulsados por los conocimientos adquiridos durante su formación con EADIC.[cita requerida]

### Actividades académicas
EADIC organiza anualmente diversos eventos, seminarios y conferencias tanto online como presenciales, en los que busca dar a conocer las temáticas de actualidad de los sectores de la arquitectura, ingeniería y construcción.[cita requerida]

### Programa de becas
EADIC, cuenta con un prestigioso programas de Becas para sus estudios de postgrado:
- Becas FIEE: La Escuela Abierta de Desarrollo de Ingeniería y Construcción (EADIC) y sus partners académicos han puesto en marcha un importante programa de becas para constituir la Federación Internacional de Estudios Europeos (FIEE).[6]
- Becas OIJ: El Organismo Internacional de Juventud (OIJ) junto a EADIC han decidido poner en marcha un programa de becas dirigido a individuos sobresalientes de toda Iberoamérica mediante el auspicio de becas académicas para realizar sus estudios universitarios de maestría en modalidad digital.[7]

## Partners académicos
EADIC ha suscrito convenios de doble titulación para sus estudiantes en muchos de sus programas de máster con las siguientes universidades:
- Universidad Católica de San Antonio de Murcia[8]
- Universidad a Distancia de Madrid (UDIMA)
- Universidad Telemática eCampus[9]
- Universidad Telemática de Pegaso[10]